# Carrie Ann Baade
Carrie Ann Jones (New Orleans, 18 febbraio 1974) è una pittrice statunitense.

## Carriera

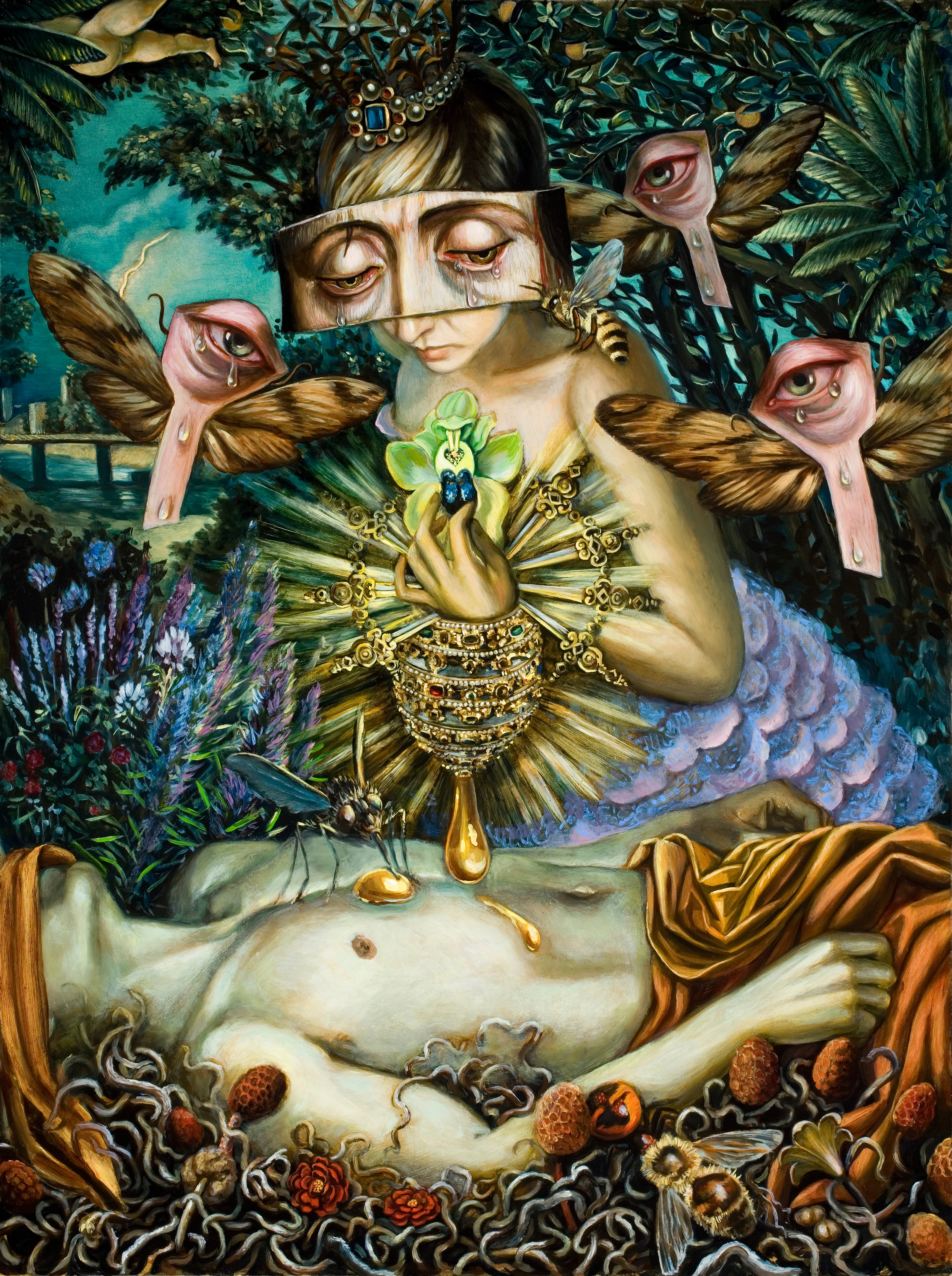
The Perilous Compassion of the Honey Queen di Carrie Ann Baade, olio su tela

Baade è nata a New Orleans ma ha trascorso la maggior parte della sua infanzia in una piccola città nel centro del Colorado, dove si è diplomata alla scuola superiore. Ha frequentato la School of the Art Institute di Chicago, laureandosi nel 1997. Durante questo periodo ha trascorso un anno in Italia studiando arte a Firenze.
I suoi dipinti sono opere ad olio che mescolano fantasia, simbologia contemporanea e classica con colori luminescenti, spesso associati con temi di mortalità, sessualità, trasformazione personale e al lato oscuro della natura umana. È stata associata al movimento surrealista contemporaneo. I suoi lavori sono stati esposti in numerose mostre al fianco di artisti come Ernst Fuchs, Hans Ruedi Giger, Robert Williams, Mark Ryden, Mark Mothersbaugh e Ron English. Attualmente risiede a Tallahassee, Florida dove è professoressa associata presso il dipartimento delle belle arti dell'Università statale della Florida.

## Monografie
- Baade, Carrie Ann & Hightower, Nancy E. (2011) Cute and Creepy. University of Washington Press. ISBN 978-1889282244
- Spoor, Nathan. (2011) Suggestivism: A Comprehensive Survey of Contemporary Artists. Gingko Press. ISBN 978-1584234470
- Ziegler, Tina. (2010) Hunt & Gather. Mark Batty Publisher. ISBN 978-0981960036
- Becket-Griffith, Jasmine. (2008) Gothic Art Now. HarperCollins Canada / Harper International. ISBN 978-0061626999
- Kuntyj, Lynda. (2008) Visual Arts: A Resource for Units 2A-2B. Impact Publishing. ISBN 978-1921305245
- Beinart, Jon. (2007) Metamorphosis: 50 Surrealists and Visionary Artists. Visionary Press. ISBN 978-0980323108